# Stan Lee's Lucky Man
Stan Lee's Lucky Man es un drama televisivo producido por Carnival Films y POW! Entertainment para Sky 1 sobre un detective que obtiene el poder de controlar la suerte. La producción ejecutiva corrió a cargo de Richard Fell y Gareth Neame, con Stan Lee y Gill Champion como productores coejecutivos. Neil Biswas, que fue el escritor principal de la primera temporada, también fue el productor coejecutivo y cocreador de la serie.
Lucky Man debutó el 22 de enero de 2016. Su primera temporada promedió con 1.49 millones de espectadores por episodio y fue el drama original más exitoso de Sky 1. La serie fue renovada para una segunda temporada que se transmitió en 2017 y comenzó sus grabaciones en junio de 2016.

## Sinopsis
Harry Clayton (James Nesbitt) es un detective de homicidios fracasado en Londres. Su adicción a las apuestas le ha costado a su esposa e hija, y le debe miles de libras al dueño del casino que frecuenta. Un día, una mujer misteriosa le da a Clayton un brazalete antiguo que le trae una inmensa cantidad de suerte.

## Reparto
- James Nesbitt[6] como el detective Harry Clayton del escuadrón de asesinatos del centro de Londres.
- Eve Best[1][7] como Anna Clayton: la esposa de Clayton.
- Sienna Guillory[7] como Eve: una mujer misteriosa que le da a Clayton el brazalete antiguo.
- Amara Karan[7] como Suri Chohan: una sargento detective, protegida y socia de Clayton.
- Steven Mackintosh[7] como el superintendente Alistair Winter: el jefe de Clayton y líder de la escuadrilla de homicidios.
- Darren Boyd[6] como Steve Orwell: el colega de Clayton que cree que Clayton es un oficial de policía corrupto.
- Stephen Hagan[6] como Rich Clayton: el hermano menor de Harry y propietario de un almacén de antigüedades.
- Omid Djalili[6] como Kalim: dueño de un club de streaptease.
- Jing Lusi[7] como Lily-Anne Lau: heredera del Green Dragon Casino después del asesinato de su padre.
- Sendhil Ramamurthy[7] como Nikhail Julian: socio de Anna Clayton.
- Burn Gorman[7] como Doug: patólogo de la policía.
- Kenneth Tsang[6] como Freddie Lau: el padre asesinado de Lily-Anne.
- Joseph Gatt[7] como Yury Becker.

## Producción
El concepto comenzó como la respuesta de Stan Lee a las preguntas de los fanes sobre qué superpoder le gustaría tener: suerte. Después de poner en marcha POW!, consideraron hacer una serie de televisión basada en el superpoder de la suerte. Neil Biswas entonces tomó la idea original de Lee y escribió el piloto, desarrollando el personaje central y el mundo que le rodea. Con la ayuda de su equipo de escritores, Biswas desarrolló la mitología para toda la serie: la idea original de Stan Lee de un objeto encantado que se da a un jugador compulsivo se convirtió en el brazalete antiguo que Harry Clayton tiene en su muñeca cuando despierta después de pasar una noche con la misteriosa Eve.

## Episodios
| No. general | No. de capítulo | Título                  | Director(a)    | Escritor(a)                 | Fecha original de estreno | Cantidad de espectadores (en millones) |
| --- | --------------- | ----------------------- | -------------- | --------------------------- | ------------------------- | -------------------------------------- |
| 1 | 1               | "More Yang Than Yin"    | Andy De Emmony | Neil Biswas                 | 22 de enero de 2016       | 1.93                                   |
| Como sus deudas de juego siguen creciendo, Harry Clayton decide ir por todo o nada en un intento de aclarar su deuda con el propietario del casino Freddie Lau. Cuando se le acerca una joven misteriosa, Eve, se da cuenta de que su fortuna están empezando a cambiar - y sospecha que todo puede ser hasta un antiguo brazalete chino con el que despierta después de una noche de pasión. Cuando Freddie Lau es encontrado asesinado a la mañana siguiente, Harry se ve obligado a cubrir sus conexiones con el casino. La desaparición y asesinato de una estríper, Kayleigh Fenchurch, lleva a Harry y Suri a sospechar que el croupier de casino Kevin Gray es responsable de los asesinatos de Fenchurch y Lau. |                 |                         |                |                             |                           |                                        |
| 2 | 2               | "Win Some, Lose Some"   | Andy De Emmony | Ben Schiffer                | 29 de enero de 2016       | 1.54                                   |
| Harry se da cuenta de que los poderes de la pulsera hacen que cada evento positivo sea compensado por un negativo cuando Ben Grady colapsa y muere. Winter, sospechoso de sus conexiones con Freddie Lau, se mantiene unido a él mientras sigue investigando las actividades de Lily-Anne. Harry y Suri descubren un avión privado, contratado por Lily-Anne, el cual contiene una cantidad sustancial de dinero -una presunta recompensa a Gray por haber cometido los asesinatos en su nombre. El hermano de Harry, Rich, provee una pista sobre un forjador de pasaportes, lo que lo lleva directamente al camino de Gray. Se sorprende, sin embargo, cuando se da cuenta de que su exesposa, Eve, es la abogada de Gray - y está dispuesta a desafiar sus pruebas. |                 |                         |                |                             |                           |                                        |
| 3 | 3               | "Evil Eye"              | David Caffrey  | Ben Schiffer & Neil Biswas  | 5 de febrero de 2016      | 1.30                                   |
| A Suri se le da una licencia compasiva después de la muerte de Ben Grady, dejando a Harry para unirse a DI Orwell para investigar una serie de robos de joyas en Hatton Garden. Harry sospecha que la banda involucrada es parte de un anillo de contrabando de diamantes, pero cuando Orwell es hecho prisionero, se sorprende al descubrir que Eve es un miembro de la pandilla. Mientras tanto, Suri decide profundizar en el presunto fraude en el casino de Lau, y se sorprende al descubrir una conexión entre Harry y Lau. Anna se deja boquiabierta cuando Kevin Gray es encontrado muerto bajo custodia, y sospechando que puede haber sido víctima de asesinato, establece una relación con el gobernador de la prisión Nikhail Julian. |                 |                         |                |                             |                           |                                        |
| 4 | 4               | "A Higher Power"        | David Caffrey  | Neil Biswas                 | 12 de febrero de 2016     | 1.49                                   |
| Harry y Suri investigan el secuestro de una mujer de negocios, Kate Olsen, desde sus oficinas en el centro de Londres. Cuando Harry descubre que estaba investigando a Vincent Lermontov, el anterior dueño de la pulsera, en los días antes de morir, se ve obligado a ocultar el hecho al hijo de Lermontov, Paul, mientras trata de evadir a un misterioso acosador ruso que Está decidido a silenciarlo - a cualquier precio. Cuando establecen una conexión con la mafia rusa, Harry logra salvar a Kate, pero se hace prisionero él mismo - sólo para descubrir que Eve ha sido secuestrada también. Orwell trata de convencer a Winter de la participación de Harry en el asesinato de Freddie Lau. |                 |                         |                |                             |                           |                                        |
| 5 | 5               | "The Last Chance"       | Brian Kelly    | Rachel Anthony              | 19 de febrero de 2016     | 1.48                                   |
| Caleb Pursey, dueño de un club de juego, es encontrado muerto a tiros en sus propias instalaciones. El principal sospechoso del asesinato, el adicto al juego Tim Larson, es identificado por un testigo ocular, y Harry se pone a rastrearlo. Cuando Suri reconoce a un miembro del personal de Pursey, se da cuenta de que está trabajando en el casino de Lau, y sospecha que puede ser el eslabón de la cadena de lavado de dinero. Con el fin de aclarar sus deudas, Harry acepta llevar a cabo un recado para Lily-Anne. Sin embargo, aprovecha la oportunidad para robar pruebas que aparentemente confirman su participación en el asesinato de Pursey. Suri intercepta un paquete para Winter, que aparentemente contiene pruebas que implican a Harry en el caso de Lau. |                 |                         |                |                             |                           |                                        |
| 6 | 6               | "A Twist of Fate"       | Brian Kelly    | James Allen & Alan Westaway | 26 de febrero de 2016     | 1.38                                   |
| Un cadáver mutilado encontrado en los restos de un sitio de demolición lleva a Harry y a Suri a descubrir que el joven Luke Bangura, desaparecido unas horas antes, fue víctima de un comercio ilegal de órganos. Harry sospecha que el vicealcalde Frierson, su antiguo oficial al mando, podría estar involucrado en la operación, habiendo recibido misteriosamente un órgano de un donante a pesar de formar parte de un grupo sanguíneo poco común, que afecta sólo a una de cada 4.000 personas. Cuando Eve descubre la conexión de Harry con Frierson, le pide que mire el asesinato de su madre, María - el último caso que Frierson investigó, que sigue sin resolverse. Mientras tanto, Suri se pone en grave peligro para asegurar un resultado. |                 |                         |                |                             |                           |                                        |
| 7 | 7               | "The Charm Offensive"   | Jon East       | Stephen Gallagher           | 4 de marzo de 2016        | 1.33                                   |
| Una víctima de secuestro es accidentalmente asesinada cuando la policía lo golpea con un arma de electrochoques, sin darse cuenta de que está cubierto de gasolina. Mientras está en el hospital, la víctima susurra 'Golding' como su última palabra a Harry momentos antes de morir. Mientras Harry y Suri empiezan a cavar en la vida privada de la víctima, descubren una estafa en la que él y su socio de negocios estaban engañando a estudiantes extranjeros en relaciones falsas para robar sus tarjetas de crédito. Cuando una de las víctimas de la estafa es secuestrada a punta de pistola, Harry se da cuenta de que es una carrera contra el tiempo para salvarla - y para impedir que su principal sospechoso se escape. Mientras tanto, bajo la presión de sus jefes, Winter se niega a saquear a Harry, ya que la evidencia de la corrupción de Frierson continúa creciendo. |                 |                         |                |                             |                           |                                        |
| 8 | 8               | "My Brother's Keeper"   | Jon East       | Ben Schiffer                | 11 de marzo de 2016       | 1.46                                   |
| Cuando Rich está implicado en el asesinato de su novia, Babs, Harry se da cuenta de que Golding lo ha montado y se dispone a probarlo. Con Suri ahora convencido de que Harry está actuando en el lado equivocado de la ley, ella presenta a Winter la CCTV de Harry ganando una apuesta máxima doble en el casino de Freddy Lau en la noche de su asesinato. Después de descubrir un conjunto adicional de copias en escena del asesinato de Babs, Harry sospecha que Golding es de hecho Charles Collins, un exoficial del MI6 que actualmente trabaja para el gobierno. Pero cuando se enfrenta a Collins, Eve es secuestrada, y Winter es autorizada una orden para buscar el apartamento de Harry - donde Suri encuentra una cabeza cortada en el congelador. |                 |                         |                |                             |                           |                                        |
| 9 | 9               | "The House Always Wins" | David Caffrey  | Rachel Anthony              | 18 de marzo de 2016       | 1.41                                   |
| Harry es interrogado por sospechas del asesinato de Yuri Becker, pero no puede proporcionar pruebas que demuestren su versión de los hechos. A pesar de entregar la evidencia que sugiere que su hermano podría ser inocente del asesinato de Babs, Harry no puede prevenir su propia encarcelación. Orwell suprime los resultados de pruebas de ADN que demuestran la teoría de Harry, llevando a una confrontación con Winter. Cuando Winter recibe la noticia de que Frierson fue el receptor del riñón de Luke Bangura, comienza a darse cuenta de que Harry podría haber estado en lo cierto todo el tiempo. Harry, mientras tanto, está bajo la misericordia de sus compañeros, pero su miedo se convierte en shock cuando descubre la verdadera identidad de Golding. |                 |                         |                |                             |                           |                                        |
| 10 | 10              | "Leap of Faith"         | David Caffrey  | Neil Biswas                 | 25 de marzo de 2016       | 1.47                                   |